# MorningTec
上海晨之科信息技術有限公司（簡体字：上海晨之科信息技术有限公司、英：MorningTec）は、中華人民共和国の上海市に本社を置くコンピュータゲームの開発・運営企業。
本項では、日本法人のMorningTec Japan株式会社（モーニング・テック・ジャパン）についても解説する。

## 沿革
2013年6月に上海で設立された。2016年、北京市に本社を置く出版社のCOLグループに20%の第三者割当増資を行う。中文在線はその後も増資を進め、晨之科の総発行株式の80%を取得して子会社化した。
本業のコンピュータゲーム開発・運営の他に「二次元ユーザーコミュニティ」をキャッチコピーとしたソーシャルネットワーキングサービス（SNS）の「GuluGulu」を運営している。

### 日本法人
日本ではモブキャストや6wavesなど別のメーカーを代理店として自社開発タイトルの日本語版を運営していたが、2017年に日本法人のMorningTec Japan株式会社を設立した。
自社開発タイトル以外に他の中国メーカーが開発したタイトルの日本版運営も実施しており、2018年5月には日本オンラインゲーム協会（JOGA）へ正会員として加盟している。

## 開発・運営タイトル
- 戦場のツインテール（日本版は6wavesが運営）
- 姫斗無双

- ファンタジープロジェクト（中国語版）

### 中国版運営タイトル
- 白猫プロジェクト（開発：コロプラ）[5]

### 日本版運営タイトル
- 百姫退魔 放課後少女

過去の運営タイトル
- 学園戦姫プラネット・ウォーズ - 2017年10月〜2018年12月
- アビス・ホライズン（開発：重慶煜顔文化伝播）- 2018年12月31日付でY.Y.Globalに運営権譲渡
- 神無月（中国語版）（開発：盛大伝世遊戯工作室）- 2019年3月14日付でACCESSPORTに運営権譲渡